# 기도쿠 나오토
기도쿠 나오토(일본어: 寄特 直人, 1994년 5월 12일~)는 일본의 축구 선수이다.

## 구단 경력
그는 2013년 J2리그의 파지아노 오카야마에 입단했다. 2017년 J3리그의 SC 사가미하라로 이적했다.